# Joanne Thompson
Joanne Thompson (13. svibnja, 1965.) je bivša hokejašica na travi. Igrala je na položaju vratarke.

Bila je članicom postave Ujedinjenog Kraljevstva koja je na OI 1992. u Barceloni osvojila brončano odličje. 

Sudjelovala je i na OI 1996. u Atlanti, gdje su nastup završile na četvrtom mjestu.